# LaVell Edwards Stadium
Le LaVell Edwards Stadium est un stade de football américain situé à Provo dans l'Utah aux États-Unis.